# Cajigar
Cajigar, (Caixigar en modalidad local y Queixigar en catalán) es una localidad española y capital municipal de Monesma y Cajigar, comarca de la Ribagorza, Huesca, Aragón.

## Toponimia
El topónimo puede significar bosque abundante en quejigos. Aunque Francisco Castillón afirma que los quejigos no se dan allí y que este es un compuesto prerromano, es que significa "corrientes de agua" y la voz celta de quixiga "monje o ermitaño", todo junto significa "la casa del monje junto al barranco". También se menciona el posible origen latín del topónimo debido al microtopónimo latín de la zona, Porroduno, PODIUM ROTUNDUM.

## Geografía
El poblado se halla sobre la planicie del Moncho, al pie del Puyasons, entre las corrientes fluviales, junto al barranco de Fornó en el que nace el río Cajigar a 1080 m s. n. m. Se encuentra cerca de la sierra de Sis y de Grau de Soperún.

## Historia
La primera mención sobre Cajigar es el año 808 cuando su iglesia fue entregada al abad de Lavaix. Posteriormente, pasó a depender del monasterio de Alaón. El pueblo fue parte del señorío de los Bardají, luego pasó al de Villahermosa.

### sigloXIX
El año 1834 se construyó el ayuntamiento. En 1857 cuando se integra al municipio de San Esteban de Mall.

### Guerra Civil
El mes de agosto de 1936 las milicias anarquistas destruyeron la imagen de Santa María en la iglesia.

### sigloXX
Entre 1910 y 1920 vuelve a ser un municipio independiente. En la década de 1960 y 1970 Cajigar se fusiona con Monesma de Benabarre debido a la despoblación para formar el municipio al que pertenece actualmente.

## Patrimonio

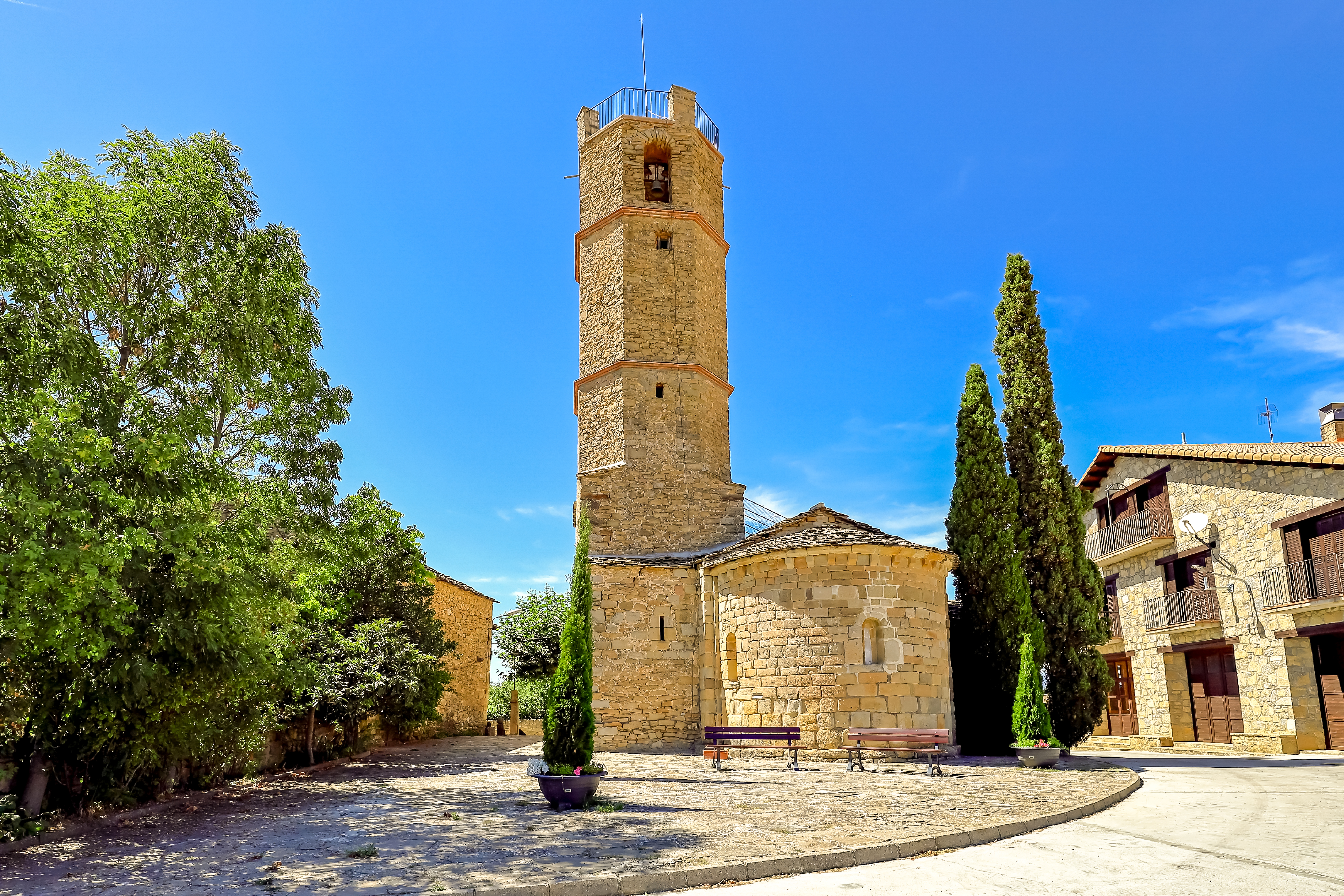
Iglesia de Santa María.

### Iglesia de Santa María
Se encuentra a la entrada del pueblo, de ella se pueden destacar dos formas, la más primitiva de forma cuadrada y una larga nave, con bóveda apuntada y ábside orientado al este. Más tarde se le añadieron dos capillas. Su campanario original fue demolido y reconstruido en el siglo xx. La parte más destacable de la iglesia es del siglo xi, de estilo románico. El año 1582 debido a las revueltas fue robada la Vera-Cruz de la iglesia. En un inicio el templo estaba dedicado a San Pedro. En 1906 durante el paso de las tropas francesas por la localidad estas robaron una gran cruz de la iglesia.

### Ermita de San Bartolomé
Ermita del s.xII, de origen románico, de planta rectangular y una sola nave con bóveda de cañón. Cuenta con dos contrafuertes a cada lado, la entrada tiene a los pies un arco de medio punto con un escudete en la clave. En octubre de 2020 la cubierta de la ermita se derrumbó.

### Pilaret de Santa Waldesca
Un pilaret es un santuario pagano cristianizado, este según Francisco Castilló tuvo una estrecha relación el convento de monjas de Sinó.

## Fiestas locales
- Fiesta mayor de Santiago, 25 de julio.[12]
- Romería 28 de mayo, Santa Waldesca.[12]

## Demografía
| Gráfica de evolución demográfica de Cajigar entre 1842 y 1960 |
| |
| Población de derecho según los censos de población del INE Población de hecho según los censos de población del INEEn este censo se denominaba Cagigar: 1842 Entre el censo de 1857 y el anterior, este municipio desaparece porque se integra en el municipio 22621 (San Esteban de Mall) Entre el censo de 1970 y el anterior, este municipio desaparece porque se integra en el municipio 22155 (Monesma y Cajigar) Entre el censo de 1920 y el anterior, aparece este municipio porque cambia de nombre y desaparece el municipio 22621 (San Esteban de Mall) |

| Gráfica de evolución de Cajigar entre 1842 y 2020          |
|                                                            |
| Población de derecho. Población según el padrón municipal. |

## Rutas
Las siguientes rutas de senderismo pasan por la localidad:
- GR-18